# Aeroporto di Hohhot-Baita
L'Aeroporto di Hohhot-Baita (IATA: HET, ICAO: ZBHH) è un aeroporto cinese situato nella parte settentrionale del Paese, 14 km a est della stazione ferroviaria della città di Hohhot, capoluogo della regione autonoma della Mongolia Interna, lungo la Superstrada dell'Aeroporto. La struttura è dotata di una pista in asfalto lunga 3600 m e larga 45 m, l'altitudine è di 1 084 m, l'orientamento della pista è RWY 08-26, la frequenza radio 124.35 MHz per la torre. L'aeroporto è gestito dalla Inner Mongolia Hohhot Baita International Airport CO.LTD ed effettua attività 24 ore al giorno. È aperto al traffico commerciale.
Il nome Baita (in cinese: 白塔, Bái tǎ, "pagoda bianca") evoca la grande Pagoda bianca che si erge nei campi a poca distanza dall'aeroporto: costruita su pianta ottagonale, si sviluppa su sette piani e fu eretta durante la Dinastia Liao.